# ハンドパン

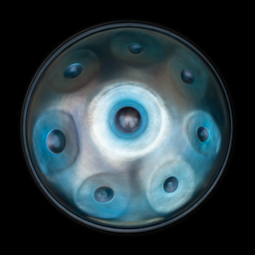
上から見下ろした写真

ハンドパン(handpan)は鉄を主成分とする金属製の体鳴楽器である。素手（ハンド）で叩いて演奏するスティールパン（パン）というのが由来で、2000年にスイスのPanArt社が開発したハング(Hang)および、それに似た形状に作られた楽器の一群の総称である。

## 歴史
2000年頃、スイスのスティールパン工房であったPANArtが、スティールパンから発展させた楽器Hangを発表した。素手でたたけるスティールパンとして、アジアや中東圏の打楽器の特徴をも兼ね備えたこの楽器は、欧米を中心にすぐに人気が広まった。一方で、当初はその製法や入手方法についてはベールに包まれ、Hangはその神秘性を増していった。

2006年に放送されたPANArtへのテレビ取材でその製法の一部が露呈すると、以降、世界中でHangを模倣した、あるいはインスピレーションを受けた新しい楽器が作られ始めるようになる。

2007年秋、アメリカのPantheon Steel社がHangの代替品としてのHaloをウェブ上で発表した。
その後英語圏でhandpan(ハンドパン)と言う言葉が産まれ、最初期(～2009年辺り)の４メーカーの製品、すなわちAfrotonのCaisa,BellArtのBells, Pantheon StellのHalo,Metal SoundsのSpacedrumらを指す様になる。
2009年にはフォーラムサイトhandpan.orgが現れ、ハンドパンの名称がその定義とともに定着していった。 
今日では欧米を中心とした世界各地に多くのメーカーが産まれ、各々が材料、製造技術、形状、音に工夫を凝らし、そのバリエーションを広げている。

## 構造と特徴

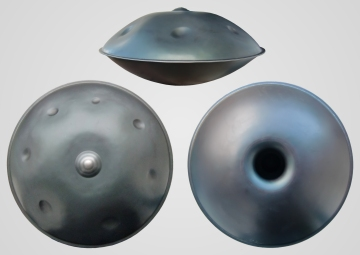

ハンドパンは、ドーム状に加工された二枚の金属板を上下に貼り合わせた形状をしている。上面には通常７つ以上のトーンフィールドをもち、下部には中央にサウンドホールとなる開口部をもつ。
多くは、直径45～60cm、高さ20～40cm程度のサイズである。
素材は低炭素鋼、ステンレスなどの鉄化合物が用いられる。
形状は進化を続けており、2016年末には、音数は15、音域はA2～G5まで開発、2017年8月には、音数を両面に合わせて２２、音域は低音がG#2、2019年には音域が低音にE2まで広がり、それに合わせた拡張アタッチメントが設計されるなど、年々技術の進歩や多くの試行が見られる。既に完成したハンドパンのスケールを変更（チューニング）する事は難しく、原則、一台ごとにスケールは決まっている。西洋音楽のスケールのみならず中東～極東音楽のスケールも多く作られている。
高熱による表面への窒化処理を行うメーカーが多く、これにより硬質化による寿命の延長やチューニングのしやすさ、耐錆性を持つことに成功している。コストや音質への影響から、あえて窒化処理を行わないメーカーもある。表面の色合いがメーカーにより異なるのは、素材のみならず熱処理の過程も大きく影響している。
また、金属製のドーム型スリットドラム（商品名：ハピドラム、ＲＡＶdrum、ガンクドラムなど）を、その形状から『ハンドパン』の一群に含ませる見方もあるが、構造自体は全く似て非なるものである。

## 奏法
基本的には両手の手首、肘、指の根本で
演奏され、他のハンドパーカッションのメソッドが適用される。
その為、演奏者により奏法にも幅があり、目指す音楽表現に適した奏法がその時々で用いられ、また現在も開発され続けている。
Tone凹の穴の縁を指先ではじくように叩くと美しく長い音になるが、指で押さえたままだと短く響きのない音になる。その理屈をうまく調整しながら叩くことで、様々な表現が可能になる。
Dingと呼ばれる中央の凸は、最低音であり、中央部分をたたくと長く響く音が出る。これもまたToneと同様、はじくか叩いて抑えたままかで音の響きが違う。
Dingをはじくだけでなく、こすって独特な響きを出す奏法も見られる。
胡坐をかいた脚の上に載せてたたく方法が一般的だと思うが、三脚に載せて体の正面に置いてたたく方法もある。
音階は様々で、E3(Ding)、A３、A#３、C４、D４、E４、F４、G４、A４(Tone)もあるが、西洋メジャースケール、西洋マイナースケールのも出ている。
発展途上の楽器故、これからも様々な音階の個体が制作されると思われる。

## 名称について
批評家の間で名称についての議論が積み重ねられてきた一方で、愛好家たちはこの新しい楽器の一群を指す一般的な名称が必要であると感じ続けていた。ハングドラム、パンタム、パンドラムなどそれぞれ様々な呼ばれ方がされる中で、英語圏でハンドパンという名称が『手で演奏するスティールパン』と言う意味合いとして直観的に理解され、人々から支持され慣習表現として用いられるようになってきた経緯がある
。
楽器学の分類的に見れば『Hangは最初のhandpan』と言い替えることができる。しかしその一方で、PANArtのFelix RohnerとSabina Schärerはインタビューで以下のように発言している。
"To state it clearly and precisely: we do not make percussion instruments, handpans or hang drums."、"The Hang is sometimes referred to as a hangdrum, but the inventors consider this a misnomer and strongly discourage its use"
すなわち、「hangはhangであり、パーカッションではない。ハンドパンやハングドラムと呼んで欲しくはない」という主張である。ちなみにPANArtはHangの名称に商標を取得している。